# Chiesa di Santa Lucia (Albaredo d'Adige)
La chiesa di Santa Lucia è una chiesa sussidiaria della parrocchia di Albaredo d'Adige ubicata nella località Santa Lucia (Ca’ del Sette), appartenente al Comune di Albaredo d'Adige, in provincia e diocesi di Verona; fa parte del vicariato dell'Est Veronese, precisamente dell'Unità Pastorale Albaredo-Ronco.

## Storia
Secondo la tradizione l’oratorio, sulla strada per Albaredo, dedicato a Santa Lucia, fu edificato alla fine del Trecento per volere di Lucia della Scala, sorella di Antonio, signore di Verona, e moglie di Cortesia Serego, uomo di fiducia degli Scaligeri.
Nel secolo successivo, precisamente nel 1480, un certo Giov. Antonio Menini fece decorare il presbiterio dell’oratorio con degli affreschi, in parte visibili ancora oggi.
La chiesa fu restaurata e rinnovata nel 1690 per decisione del giuspatrono del luogo di culto, il Conte Jacopo Antonio Cavanis.
Nel 1925 fu costruita l’attuale sacrestia.

## Descrizione

### Esterno
La facciata a capanna, rivolta a sud e preceduta da un sagrato recintato rispetto alla strada, è intonacata a base di calce.

Al centro si apre il portale d’ingresso, sormontato da un timpano, mentre più in alto vi è una finestra a lunetta che introduce la luce naturale nell’edificio.

La facciata termina con un timpano che vede al vertice una Croce in ferro su fastigio e ai lati due vasi acroteriali.

### Interno
La chiesa presenta un’unica aula a pianta rettangolare, coperta da una struttura con capriate lignee, mentre il pavimento è in piastrelle di cemento che compongono un motivo geometrico policromo.
Sulle pareti laterali, intonacate e tinteggiate, si aprono, in posizione centrale, due cappelle laterali, al cui interno sono presenti gli altari di San Gaetano Thiene a sinistra e quello della Madonna di Loreto a destra.
Sempre sulle pareti laterali vi sono tracce di pitture murali, in particolare, sul lato destro si trova un affresco del XVII secolo raffigurante ‘’Santa Lucia’’.

In alto due finestre a lunetta, assieme a una coppia di finestrelle nelle cappelle laterali, fanno entrare la luce esterna nell’edificio.
In chiesa è presente anche un monumento dedicato al Conte Giuseppe Cavanis, settecentesco, costituito da un busto con parrucca e abito senatoriale con dietro un drappo retto da un putto alato, nonché le lapidi tombali di Paolo Antonio e Giacomo Cavanis.
Il presbiterio, a base quadrangolare, rialzato di un gradino e chiuso da un’abside a fondo piatto, è coperto da una volta a crociera con cornici dipinte a tempera e pavimentato con piastrelle di cemento bianche e rosse posate a corsi diagonali.

Nel presbiterio sono visibili pregevoli affreschi risalenti al XV secolo, illuminati dalla luce solare grazie ad una finestra rettangolare.
L’altare maggiore, risalente all’ultimo decennio del Seicento, cioè al rifacimento voluto dal Conte Cavanis, presenta una statua in tufo raffigurante S. Lucia che sormonta il tabernacolo, mentre ai lati vi sono due angeli.

## Campanile e campane

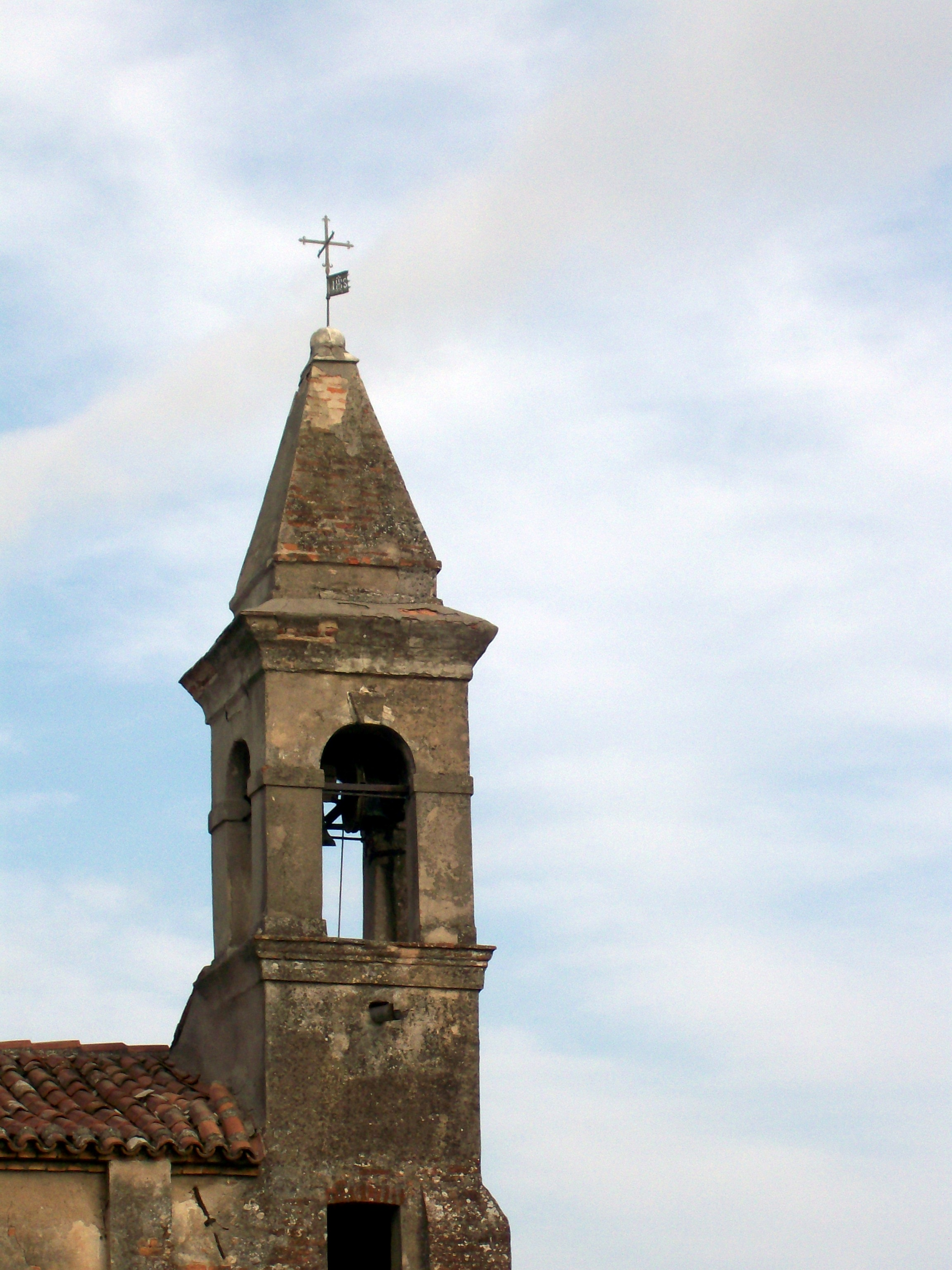
Il campanile.

Il campanile, addossato alla parete destra del presbiterio, è a pianta quadrangolare, con fusto in mattoni di laterizio e pietrame misto.

La cella campanaria ha una monofora per lato, mentre la copertura è piramidale, su cui svetta una Croce metallica con banderuola segnavento.
Nella cella campanaria sono presenti due campane.